# Oedothorax alascensis
Oedothorax alascensis är en spindelart som först beskrevs av Banks 1900.  Oedothorax alascensis ingår i släktet Oedothorax och familjen täckvävarspindlar.
Artens utbredningsområde är Alaska. Inga underarter finns listade i Catalogue of Life.